# Agylla holochrea
Agylla holochrea är en fjärilsart som beskrevs av George Francis Hampson 1901. Agylla holochrea ingår i släktet Agylla och familjen björnspinnare. Inga underarter finns listade i Catalogue of Life.